# Holcocera interpunctella
Holcocera interpunctella é uma espécie de mariposa do gênero Holcocera pertencente à família Coleophoridae.